# Condado de Curry (Novo México)
O Condado de Curry é um dos 33 condados do Estado americano do Novo México. A sede do condado é Clovis, e sua maior cidade é Clovis. O condado possui uma área de 3 646 km² (dos quais 4 km² estão cobertos por água), uma população de 45 044 habitantes, e uma densidade populacional de 12 hab/km² (segundo o censo nacional de 2000). O condado foi fundado em 1909.